# نوترکی غریبی
نوترکی غریبی، روستایی از توابع بخش مرکزی شهرستان ایذه در استان خوزستان ایران است. این روستا در فاصله 10 کیلومتری ، از شهرستان ایذه واقع شده است و شغل اکثر ساکنان، دامپروری و کشاورزی میباشد

## جمعیت
این روستا در دهستان حومه‌غربی قرار دارد و براساس سرشماری مرکز آمار ایران در سال ۱۳۸۵، جمعیت آن ۲۶۹ نفر (۵۳خانوار) بوده‌است.